# Mansonia altissima
Espèce
Classification phylogénétique
Synonymes
- Achantia altissima A. Chev.[2]
- Achantia altissima A.Chev.[1]
- Mansonia altissima var. altissima[1]

Mansonia altissima est une espèce de plante du genre Mansonia de la famille des Sterculiaceae. Nom vernaculaire: bété (de l’attié) selon la classification classique, ou de la famille des Malvaceae selon la classification phylogénétique.

## Botanique

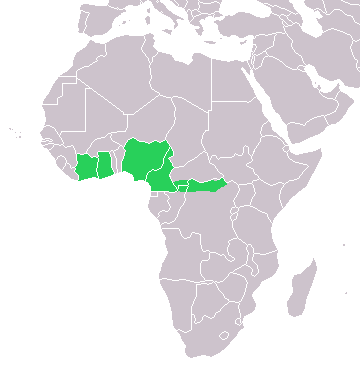
Répartition géographique de Mansonia altissima

## Liste des variétés
Selon Catalogue of Life (27 juillet 2017) :
- variété Mansonia altissima var. kamerunica Jac.-Fél.

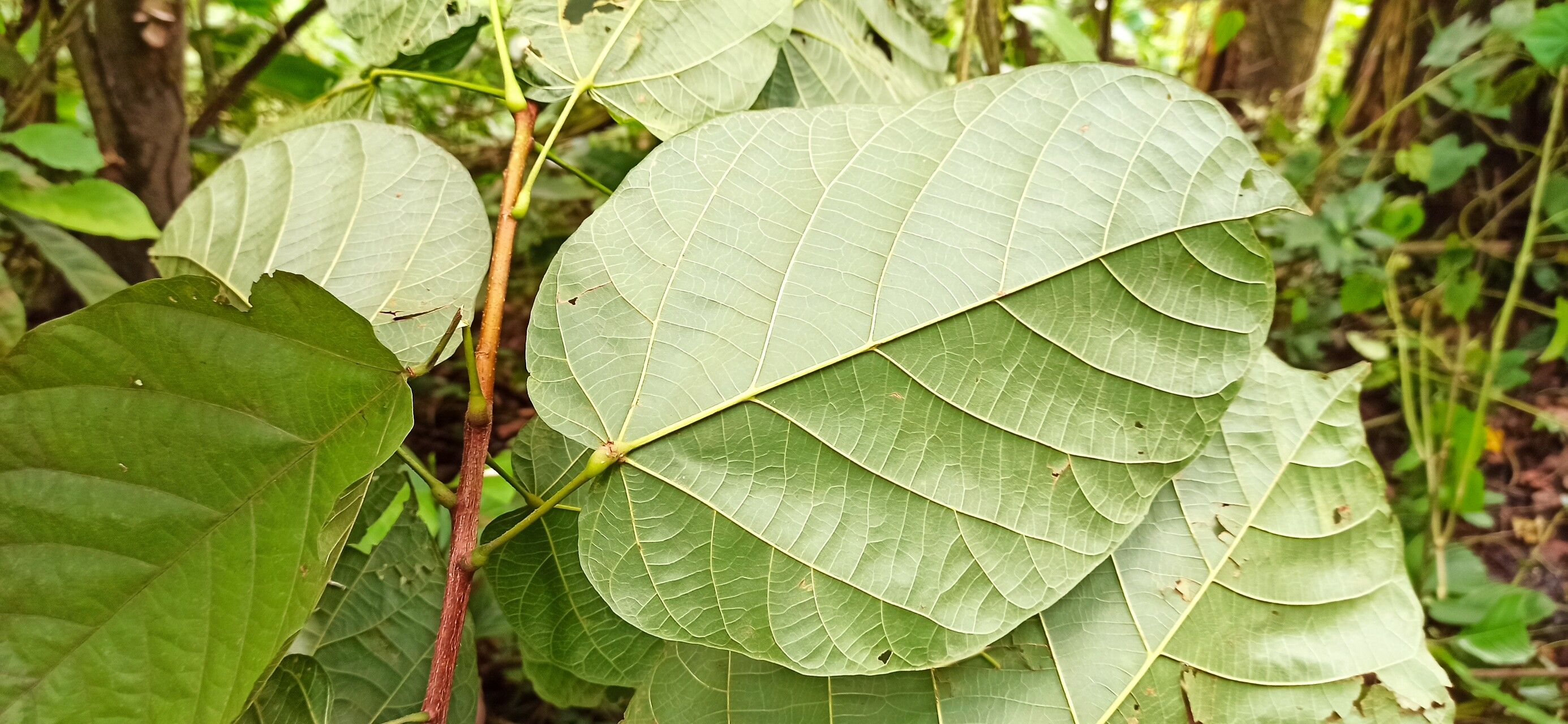
Mansonia altissima

Selon Tropicos (27 juillet 2017) (Attention liste brute contenant possiblement des synonymes) :
- variété Mansonia altissima var. altissima
- variété Mansonia altissima var. kamerunia Jacq.-Fél.